# Pierre Auguste Cot
Pour les articles homonymes, voir Cot.
Pierre Auguste Cot, né à Bédarieux le 17 février 1837 et mort le 2 août 1883 à Paris 6e, est un peintre français.

## Biographie
Pierre Auguste Cot étudie à l'École des beaux-arts de Toulouse, puis de Paris, où il est l'élève de Léon Cogniet, Alexandre Cabanel et William Bouguereau.
En 1863, il expose ses premières œuvres au Salon de Paris. Devenu populaire à la fin des années 1870, il fait partie des jurys du Salon de Paris et du prix de Rome. Il jouissait de la protection du sculpteur Francisque Duret, dont il épousera la fille, Juliette Duret. Il a travaillé avec William Bouguereau. Il a remporté de nombreux prix et médailles, notamment en 1874 quand il est nommé chevalier de la Légion d'honneur.
Pierre Auguste Cot a eu, entre autres, pour élèves Ellen Day Hale (1855-1940) et Anna Klumpke.
Il est enterré au chemin du Dragon, 1ère ligne, division 19 du cimetière du Père-Lachaise, dans la même tombe que Francisque Duret.

## Liste des peintures
- Chi-Mei Museum, Taïwan : Dionysia (1870).
- Maison des arts de Bédarieux : 
  - Prométhée enchaîné
  - Papa je pose (1882)
  - Portrait rouge (1869)
  - Portrait de Madame Bulloz (1881)
- Chrysler Museum of Art, Norfolk (Virginie) : Portrait de femme[4].
- Metropolitan Museum of Art, New York : 
  - Le Printemps[5] (1873), 
  - L'Orage[6] (1880).
- Musée des beaux-arts de Chambéry : La peste d'Athènes (d'après Nicolas Poussin)[7], Baigneuse[8] (attribué à P.A. Cot).
- Musée Fabre, Montpellier : Mireille (1882).
- Musée des beaux-arts de Béziers : Sainte Elisabeth de Hongrie soignant les malades.
- Collection Larry Flynt[9] : L'Orage, autre version.
- Académie nationale de Médecine, Paris : Portrait d'Alfred Richet (1882).
- Sète, musée Paul Valéry : Étude de tête, huile sur toile, 46 x 38 cm.

## Élèves
- Gustan Le Sénéchal de Kerdréoret (1840-1933)

## Galerie

Principales œuvres de Pierre Auguste Cot
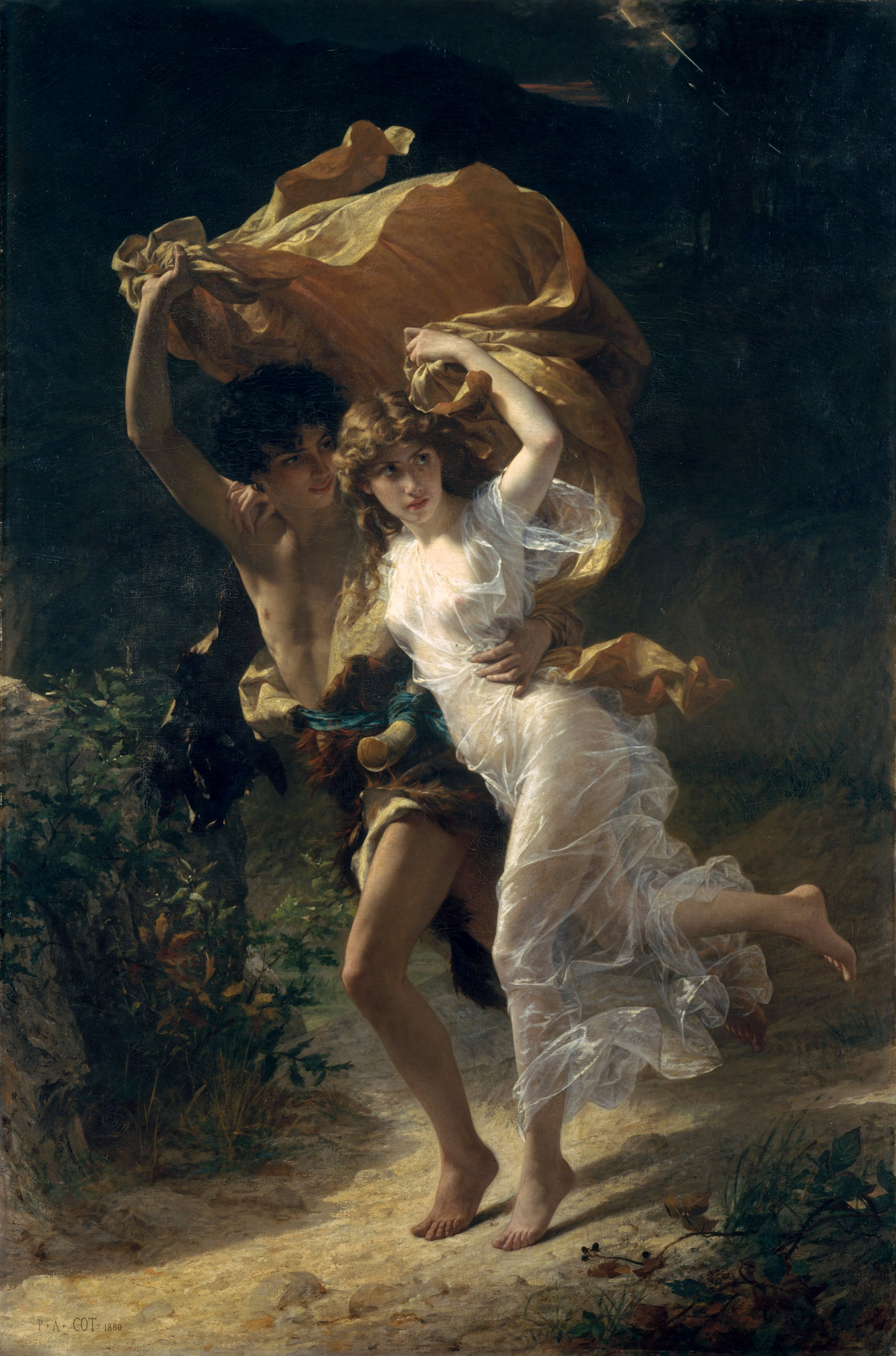
L'Orage[10] (1880), Metropolitan Museum of Art, New York.
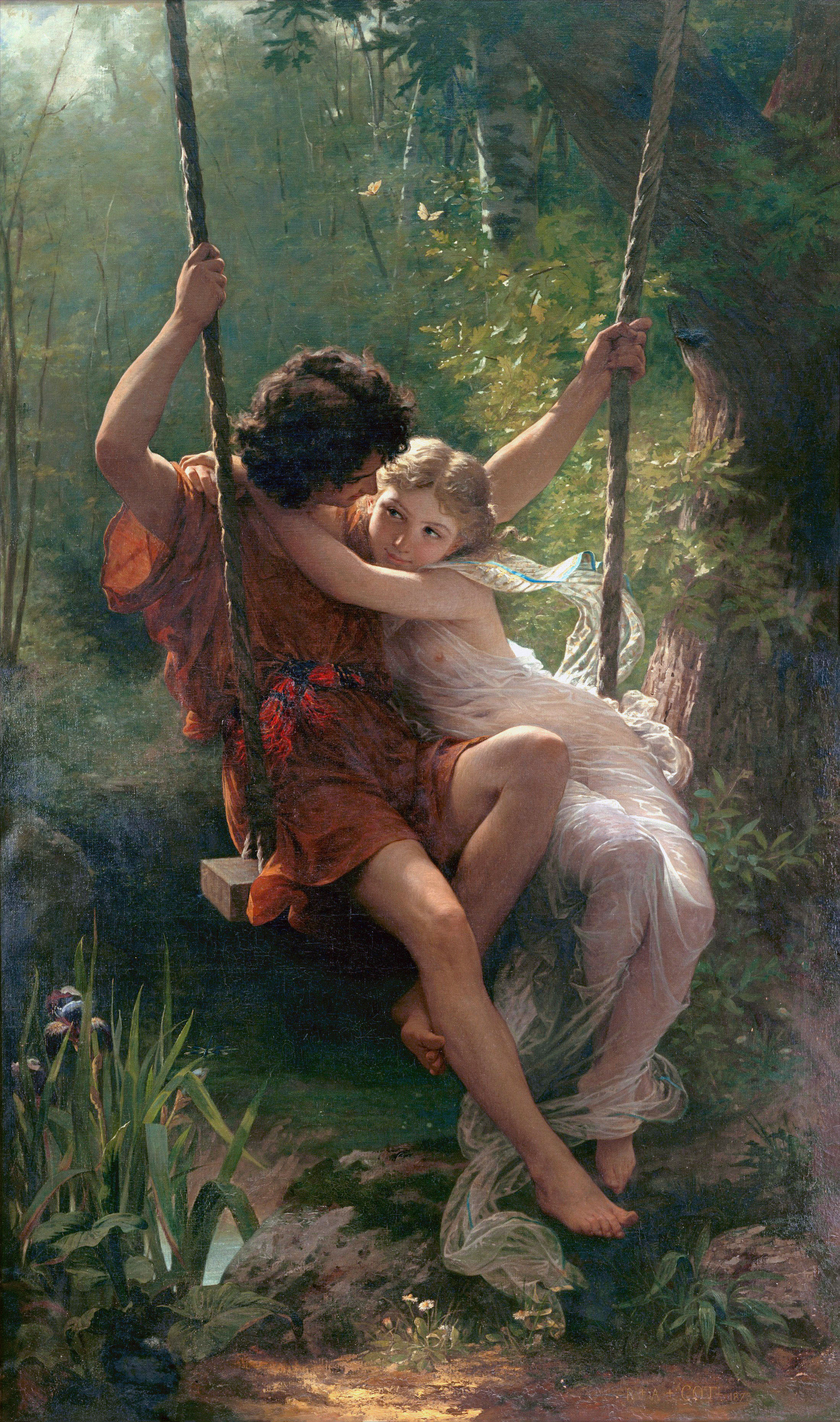
Le Printemps (1873), Metropolitan Museum of Art, New York.
Dionysia (1870), Chi-Mei Museum, Taïwan.
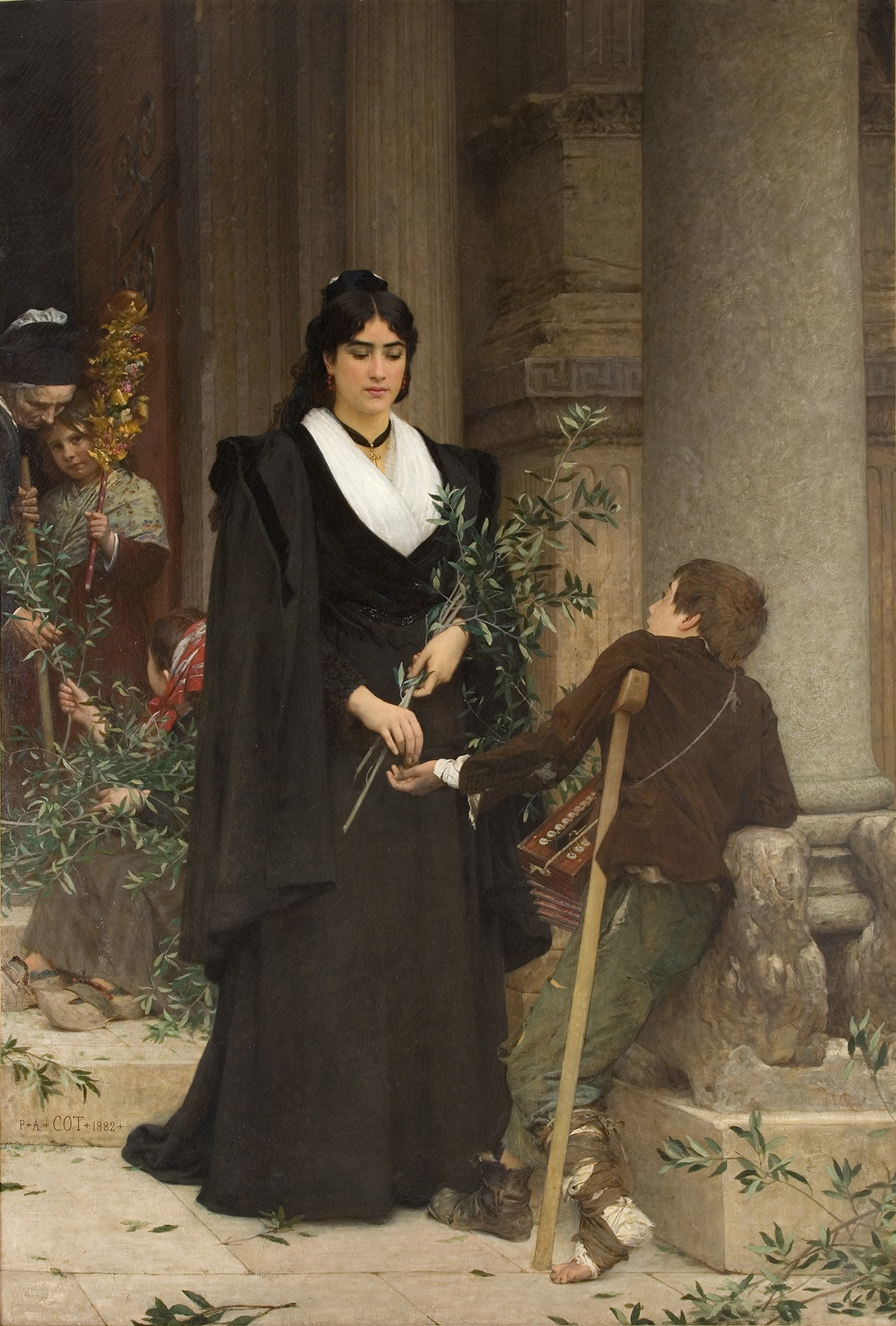
Mireille (1882), musée Fabre, Montpellier.
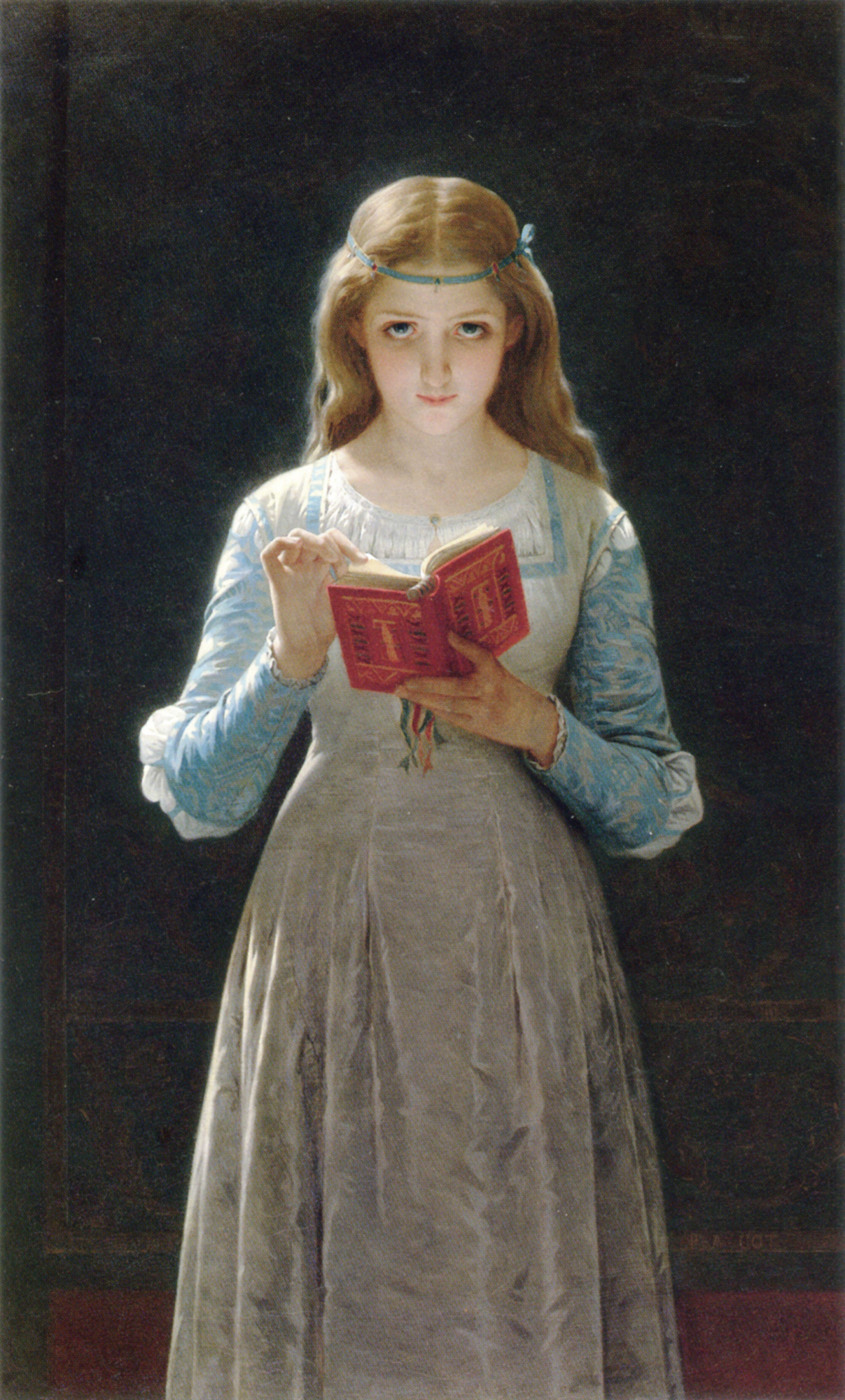
Ophélie (1870), collection privée.
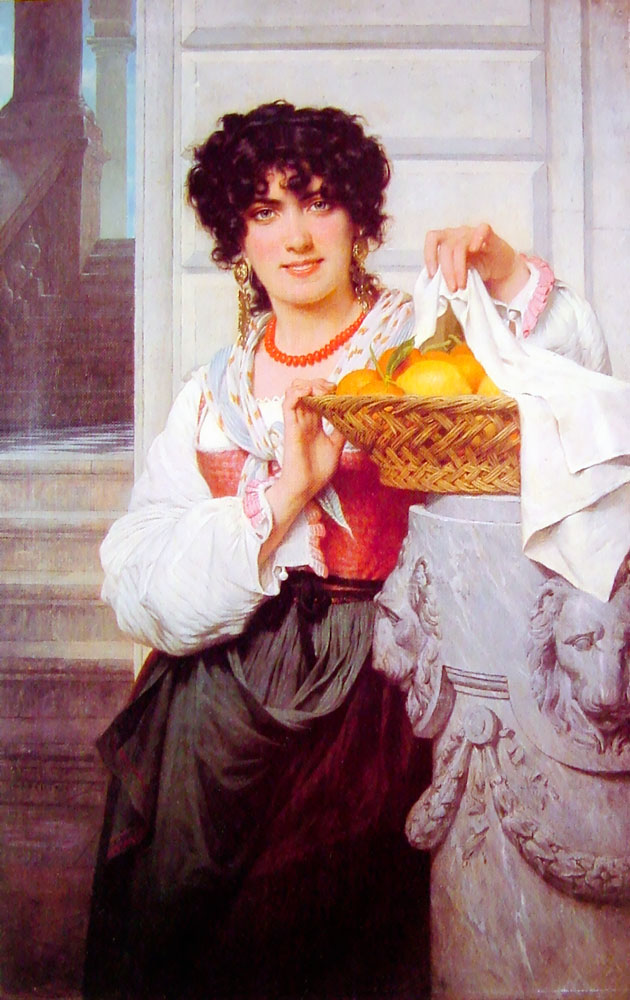
La Fille aux oranges (1871), collection privée.

## Distinctions

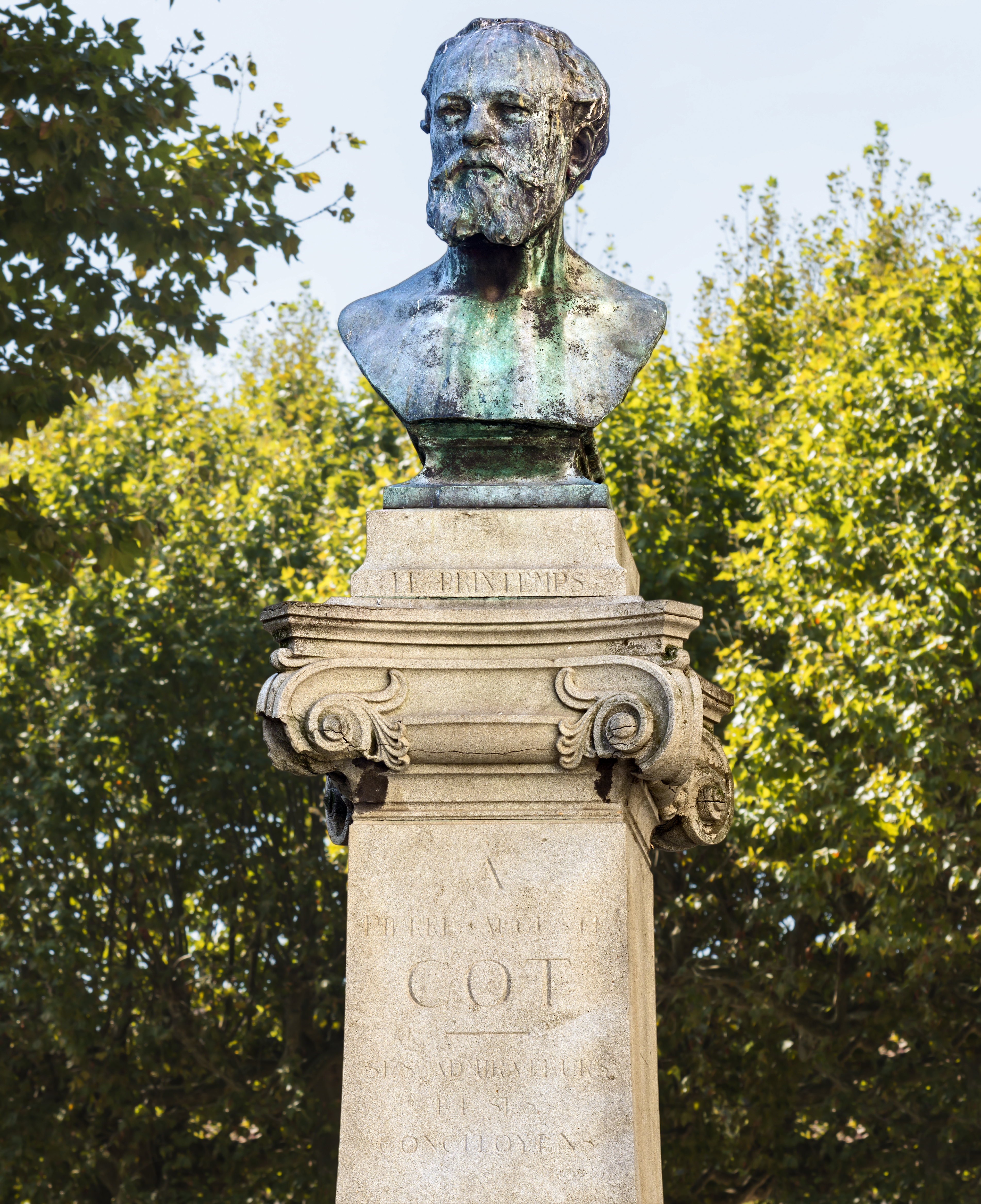
Bédarieux, monument en mémoire de Pierre Auguste Cot.

- Médaillé aux Salons de 1870 avec Prométhée et Méditation ainsi qu'en 1872 avec Le Campo-Santo, le mettant hors-concours[11].
- Chevalier de la Légion d'honneur le 7 juillet 1874[12].
- Médaillé de 2e classe de l'Exposition universelle de 1878 avec le portrait officiel de Madame la maréchale Élisabeth de Mac-Mahon[11],[13].
- Un Monument à Pierre Auguste Cot, réalisé par Antonin Mercié et Paul Pujol est érigé à Bédarieux en 1891.